# Lia Correia Dutra
Lia Corrêa Dutra (1908 - 1989) foi uma escritora, tradutora, crítica literária e ativista feminista brasileira que se dedicou à poesia e à ficção.

## Biografia
A primeira obra literária que publicou foi uma coletânea de poesia intitulada "Luz e Sombra", que estreou em 1931 e seria catalogada pela Academia Brasileira de Letras como a melhor obra poética do ano. Por outro lado, estreou no romance com "Navio sem Porto" de 1943, obra pela qual recebeu o Prêmio Humberto Campos, e instalou a autora dentro do grupo de escritores afetos à "nova literatura brasileira" da década de 1940, entre os quais Helena Silveira (1911-1988), Ondina Ferreira (1909), Elisa Lispector (1911-1989), Elsie Lessa (1912-2000), Lúcia Benedetti (1914-1998), Alina Paim (1919-2011), entre outros.
Lia foi redatora chefe do jornal Movimento Feminino vinculado ao PCB e à Federação Democrática Internacional das Mulheres. Em 1947 juntamente com Arcelina Mochel e Odila Schmidt, foi eleita vereadora pelo Distrito Federal

## Obras
- Luz e Sombra (1931).
- Navio sem Porto (1943).

Antologia
- Contos e Novelas (1956-1957).